# 여왕 마고 (영화)
여왕 마고(La Reine Margot, Queen Margot, 1994)는 성 바르톨로메오 축일의 학살을 배경으로 한 프랑스 영화이다.

## 줄거리
1572년 종교전쟁으로 가톨릭 교회와 개신교간의 분쟁이 한창이던 프랑스, 국왕 샤를 9세는 독실한 가톨릭 교도인 모친 카트린 드 메디치에게 정권을 맡겼다. 개신교도인 가스파르 드 콜리니 제독이 왕의 신임을 얻자 카트린 드 메디치는 딸 마고와 개신교도인 나바르 왕 앙리 드 부르봉의 정략결혼을 계획한다. 한편 콜리니는 가톨릭 국가인 스페인과 전쟁을 준비했다. 결혼식을 보러 파리로 몰려온 수천명의 개신교도들이 몰려와 가톨릭과 개신교의 평화를 염원했다. 그러나 평화와 화해의 상징이었던 마고의 결혼식은 가톨릭 교인들의 대학살인 성 바르톨로메오 축일의 학살로 이어진다. 마고의 결혼이 끝난 후 6일동안의 축제 기간에 가톨릭 교도와 개신교도는 축제의 열기에 휩싸이지만 그곳엔 어머니 까뜨린느의 무서운 음모가 숨어 있었다. 까트린느는 콜리니 제독과 개신교인들을 제거할 계획을 세운다.
6일동안 축제 후 동이 돋을 무렵 수만명의 개신교도들은 가톨릭 교도들에게 무참히 살해된다. 세느강은 피로 물들고, 파리는 거대한 공동묘지로 변한다. 학살이 진행되는 동안 상처투성이의 한 젊은이가 마고의 문을 두드린다. 마고는 이 젊은이 라 몰르(뱅상 빼레)를 숨겨주고 간호해 준다. 그러던 중 마고는 라 몰르에게서 진실한 사랑을 발견한다.
마고의 남편 나바르 왕 앙리 역시 죽음의 위기에 처하는데, 마고는 그의 목숨을 살려달라 애원한다. 라 몰르는 살아남아 개신교도들의 땅 벨기에로 가 남은 개신교인들과 함께 나바르 왕 앙리를 구출한다. 나바르 왕은 마고를 데려오고 싶어 라 몰르를 보내는데, 파리로 잠입하던 라 몰르는 가톨릭 세력에게 붙잡혀 참수를 당한다.

## 한국어 더빙 성우진(SBS)
- 서혜정 - 마르그리트 드 프랑스 (여왕 마고, 이자벨 아자니)
- 장광 - 앙리 드 나바르 (다니엘 오퇴유)
- 최원형 - 샤를 9세 (장위그 앙글라드)
- 안지환 - 라몰 (뱅상 페레)
- 이선영 - 카트린 드 메디시스 (비르나 리시)
- 송덕희 - 앙리에트 드 느베르 (도미니크 블랑)
- 성완경 - 앙리 당주 공작 (파스칼 그레고리)
- 이호인 - 아니발 드 코코나스 (클라우디오 아멘돌라, 목소리: 리샤르 보랭제)
- 이재용 - 앙리 드 기즈 공작 (미겔 보세)
- 샤를로트 드 소브 (아시아 아르젠토)
- 프랑수아 달랑송 공작 (줄리안 라삼)
- 낭시 (토마스 크레치만)
- 김정호 - 가스파르 드 콜리니 제독 (장클로드 브리알리)
- 콩데 (장필립 에코피)
- 아르마냐크 (브뤼노 토데쉬니)
- 에마뉘엘 샐린저
- 황윤걸
- 은영선
- 원호섭

## 제작진
- 파트리스 쉐로(감독)

## 같이 보기
- 성 바르톨로메오 축일의 학살
- 위그노 전쟁